# Monte Kaba (Ibaraki)

El monte Kaba (加波山 Kaba-san) es una montaña de 709 metros de altitud, localizada entre las ciudades de Sakuragawa e Ishioka, Japón.  Es una montaña en la Prefectura de Ibaraki, y es protegida como una parte del Parque Cuasi Nacional Suigō-Tsukuba. 

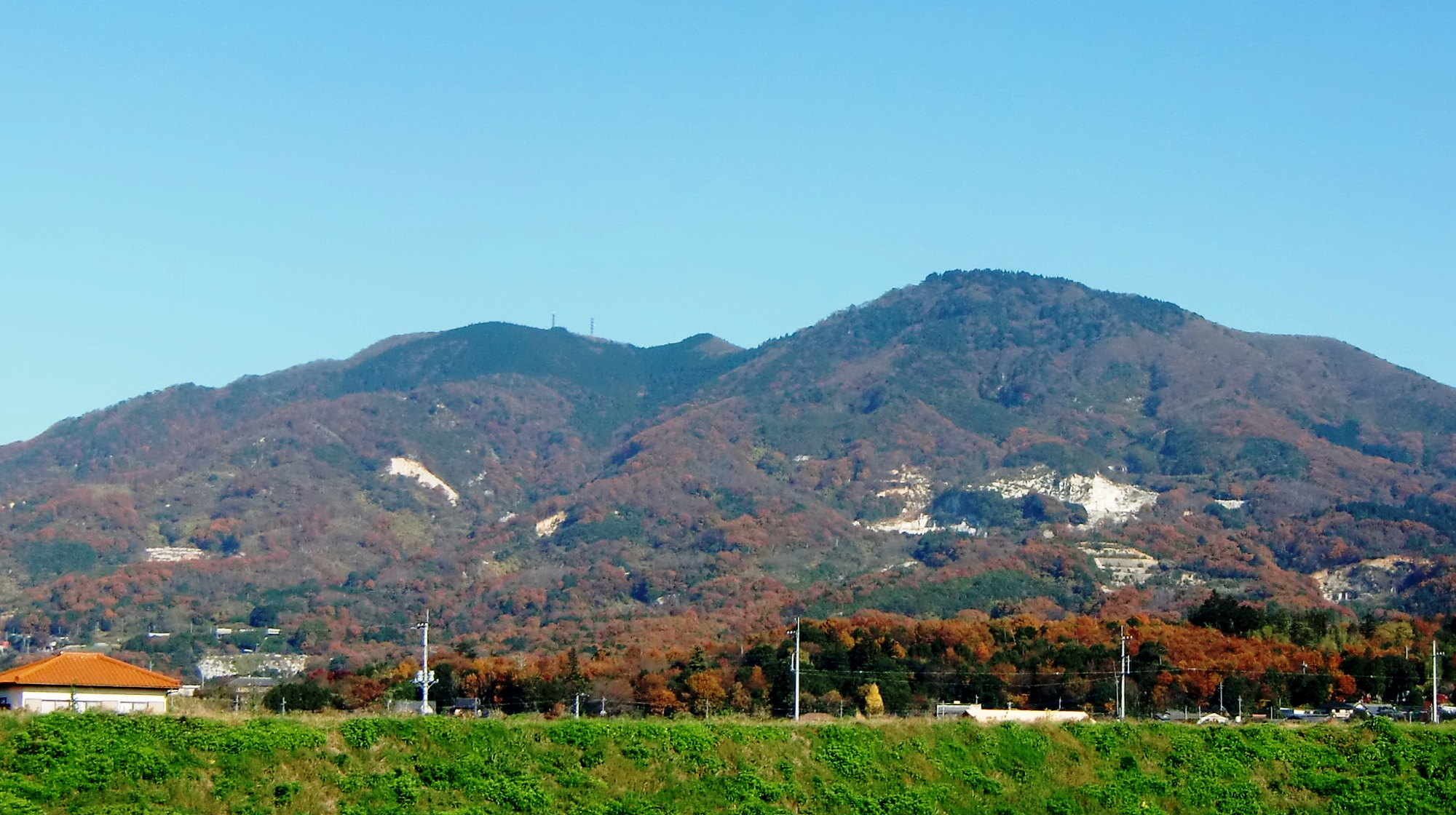
Mt. Enzan (燕山), izquierda & Mt. Kaba (加波山), derecha. Vista desde Sakuragawa

## Localización
El monte está localizado en la parte sur de la prefectura de Ibaraki, en límites de las ciudades de Sakuragawa e Ishioka, y al norte del monte Tsukuba.
El monte pertenece al área del parque natural “Parque Cuasi Nacional Suigō-Tsukuba” y se encuentra ubicado en la parte noroeste de él.
El monte es parte de la "Cadena montañosa Tsukuba" (筑波山地), que comprende los montes de: Maruyama (丸山) de Sakuragawa, Ontakesan (御嶽山), Amabikiyama (雨引山), Enzan (燕山), Kabasan (加波山), Maruyama (丸山) de Sakuragawa e Ishioka, Ashiozan (足尾山), Kinokayama (きのこ山), Bentensan (弁天山) Tsukubasan (筑波山), Hōkyōsan (宝篋山), entre otros.

## Atracciones
El monte es de formación granítica. Existen canteras, en el centro de la parte oeste del monte Kaba, en la ciudad de Sakuragawa, en Makabe (casco antiguo de la ciudad). Es conocido nacionalmente como un centro de tallas de piedra (piedra de Makabe).
En la cumbre de la montaña, existe una sala principal de adoración (Haiden) del Santuario Kaba; también se le conoce como Santuario Tabaco (Tabako jinja).